# Viktor Fjodorow
Viktor Fjodorow (lit. Viktoras Fiodorovas; * 29. Januar 1987 in Kėdainiai) ist ein litauischer Politiker russischer Herkunft.

## Leben
Nach dem Abitur  2005  an der „Atžalyno“-Mittelschule studierte er  an der Mykolo Riomerio universitetas. Er war Organisator der Veranstaltungen in Kėdainiai.
Von 2011 bis 2012 war er Mitglied im Rat der Rajongemeinde Kėdainiai, Vorsitzender des Rats für Jugendangelegenheiten.
Von 2009 bis 2012 war er Assistent von Viktoras Uspaskich im Europaparlament.
Seit 2012 ist er Mitglied im Seimas. Im Rekordbuch Litauens wurde er als jüngstes Parlamentsmitglied eingetragen.
Er ist Mitglied der Darbo partija und der Jugendorganisation DARBAS (von 2007 bis 2009 Leiter, jetzt Ehrenvorsitzender).